# Marius Hoppe
Marius Hoppe (* 1992 oder 1993 in Krefeld) ist ein deutscher Kitesurfer. Sein bislang größter Erfolg ist der dritte Platz bei den Kitesurf-Weltmeisterschaften 2016.

## Leben
Hoppe wuchs in Krefeld in Nordrhein-Westfalen auf. Während eines Urlaubs auf Teneriffa begann Hoppe sich für Kitesurfen zu interessieren. Er beendete seine Ausbildung zum Greenkeeper in Deutschland, um dann nach Teneriffa umzusiedeln und eine Kiteschule zu eröffnen. Mit den Erlösen aus der Kiteschule finanzierte er die Teilnahme an Kitesurf-Wettbewerben. Er gilt als einer der weltweit besten Kitesurfer in der Kategorie „Big Air“. 2015 nahm er erstmals an der Virgin Kiteboard World Championship, der Kitesurf-Weltmeisterschaft, teil und erreichte Rang fünf. 2016 erreichte er Platz drei.
2017 war Hoppe einer von 21 Teilnehmern der vierten Staffel der RTL-Reality-Show Adam sucht Eva – Gestrandet im Paradies, die im November 2017 ausgestrahlt wurde.

## Fernsehauftritte
- 2017: Adam sucht Eva – Gestrandet im Paradies